# Neueste Weltbegebenheiten

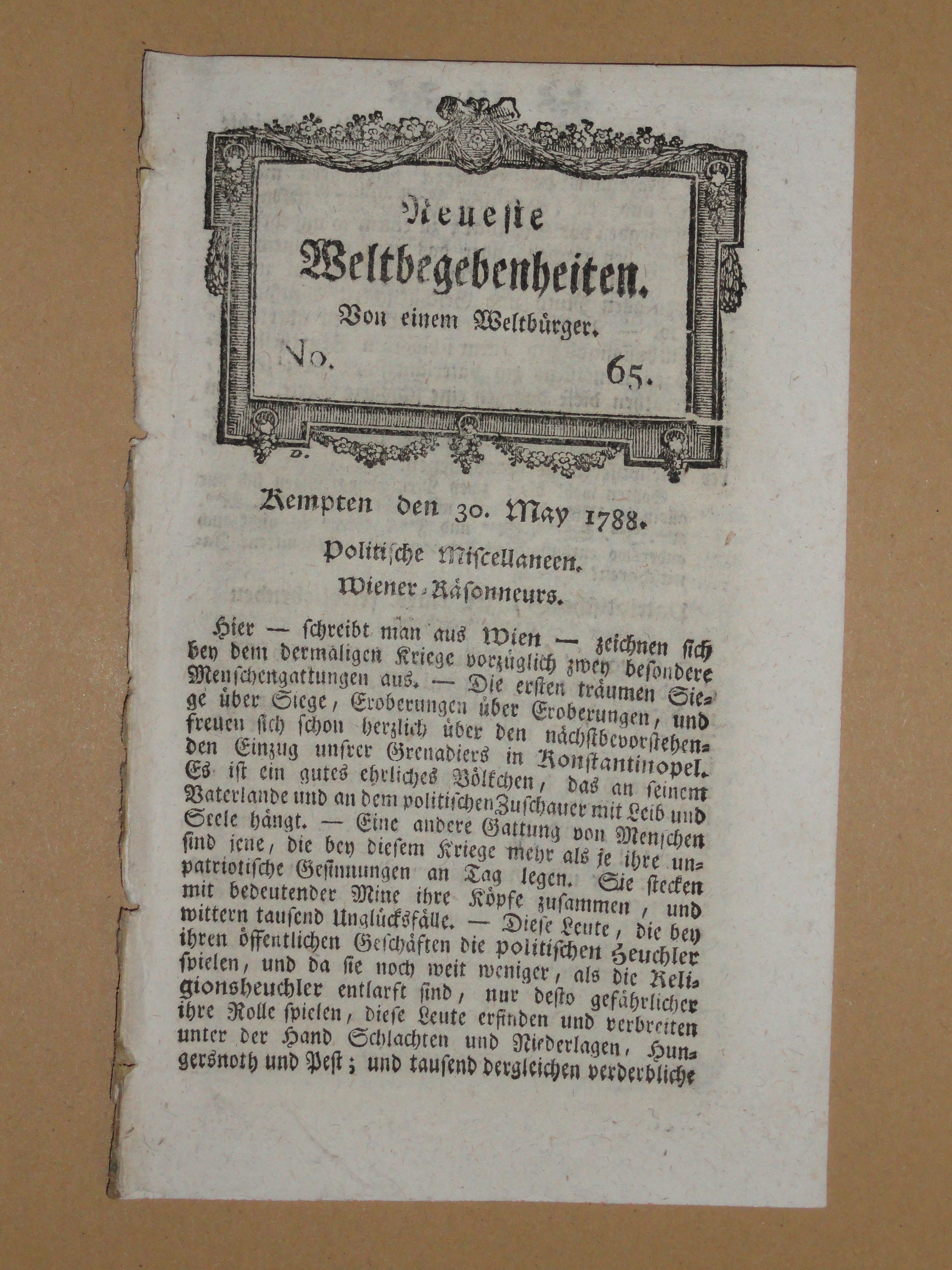
Titelblatt vom 30. Mai 1788, Nr. 65

Unter dem Namen Neueste Weltbegebenheiten erschien erstmals im Jahr 1784 in Kempten (Allgäu) eine der Aufklärung verpflichtete Zeitung, herausgegeben vom Stiftsherren und Bibelübersetzer Dominikus von Brentano, als erstes politisches Nachrichtenblatt in Kempten. Das etwa 17,5 mal 10 Zentimeter große Druckwerk wurde zunächst zweimal, ab 1788 viermal wöchentlich publiziert. Von der Auflage in Höhe von 800 Stück ging etwa die Hälfte in den weit verbreiteten Abnehmerkreis im heutigen Deutschland.

## Geschichte
Die Zeitung wurde zunächst von der reichsstädtischen Stadtdruckerei der Typographischen Gesellschaft (heute Verlag Tobias Dannheimer) verlegt. 1788 entstand ein Streit zwischen Brentano und Joseph Kösel vom Kösel-Verlag über Urheberrechte. Brentano nahm den Druck in der stiftkemptischen Druckerei auf. In der vom reichsstädtischen Magistrat geduldeten Konkurrenz zweier gleichzeitig erscheinender Ausgaben setzte sich die Kösel-Ausgabe in der Reichsstadt durch. Die Einstellung der Brentano-Ausgabe beendete zugleich den stiftischen Einfluss auf die Publikation.

## Bedeutung
Die Zeitung hatte einen kosmopolitischen Anspruch. Laut eigenen Angaben sollten die „wirklichen und wichtigen Ereignisse in Staat, Kirche, Gelehrsamkeit, Künsten, Handlung und Natur“ berichtet werden. Brentano schuf mit den Neuesten Weltbegebenheiten ein Sprachrohr der Aufklärung, worin er unter anderem für eine von Rom gelöste deutsche Nationalkirche warb. Die Neuesten Weltbegebenheiten waren mit ihrem Nachfolgeblatt „Kemptner Zeitung“ (ab 1840) die bedeutendste Zeitung des Allgäus, zumal sie als einzige Allgäuer Zeitung einen überregionalen Leserkreis erreichte.